# Turismo en el Gran Concepción
El turismo en el Gran Concepción, conurbación chilena de la Provincia de Concepción, contempla diversos atractivos culturales, históricos y naturales. A continuación se mencionan los principales, de acuerdo con sus diferentes comunas.

## Concepción

### Ciudad universitaria
- La Ciudad Universitaria de Concepción, en el Barrio Universitario.
  - Casa del Arte.
  - Arco Universidad de Concepción
  - Campanil
- La Plaza Perú.

### Atractivos naturales

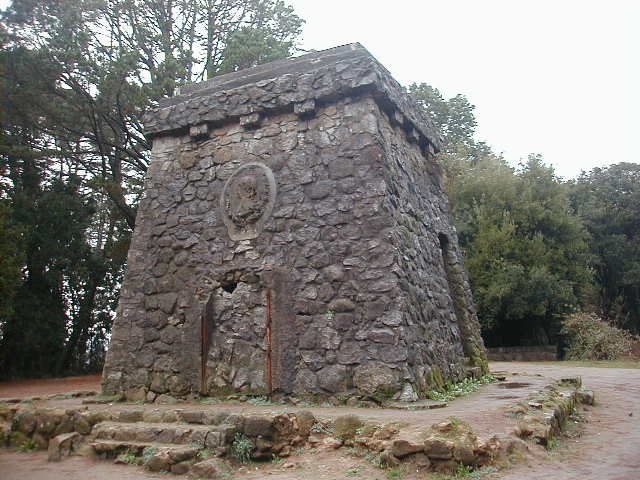
Restos del Mirador Alemán en junio de 2008.

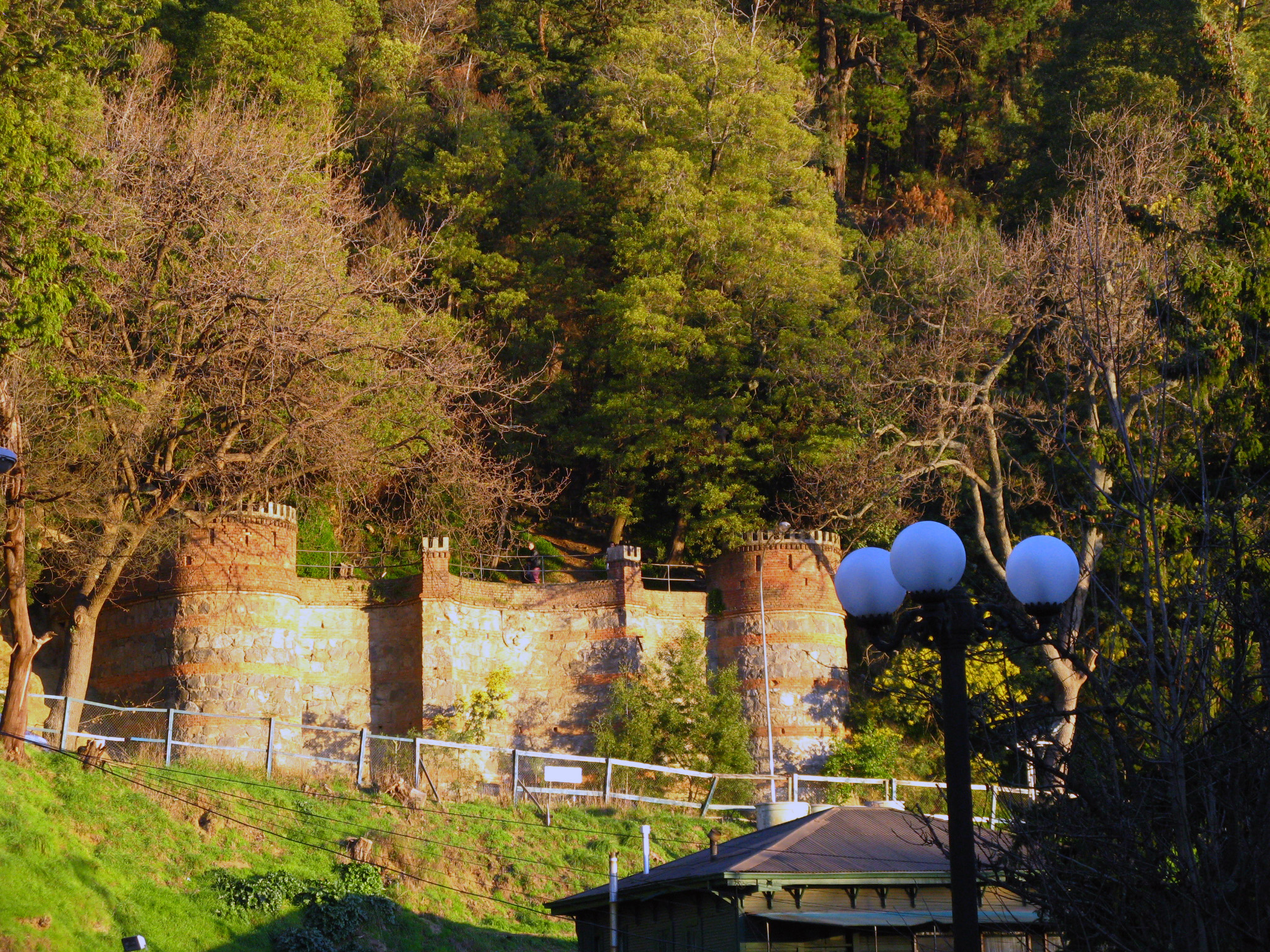
El Parque Ecuador, ubicado a las faldas del Cerro Caracol.

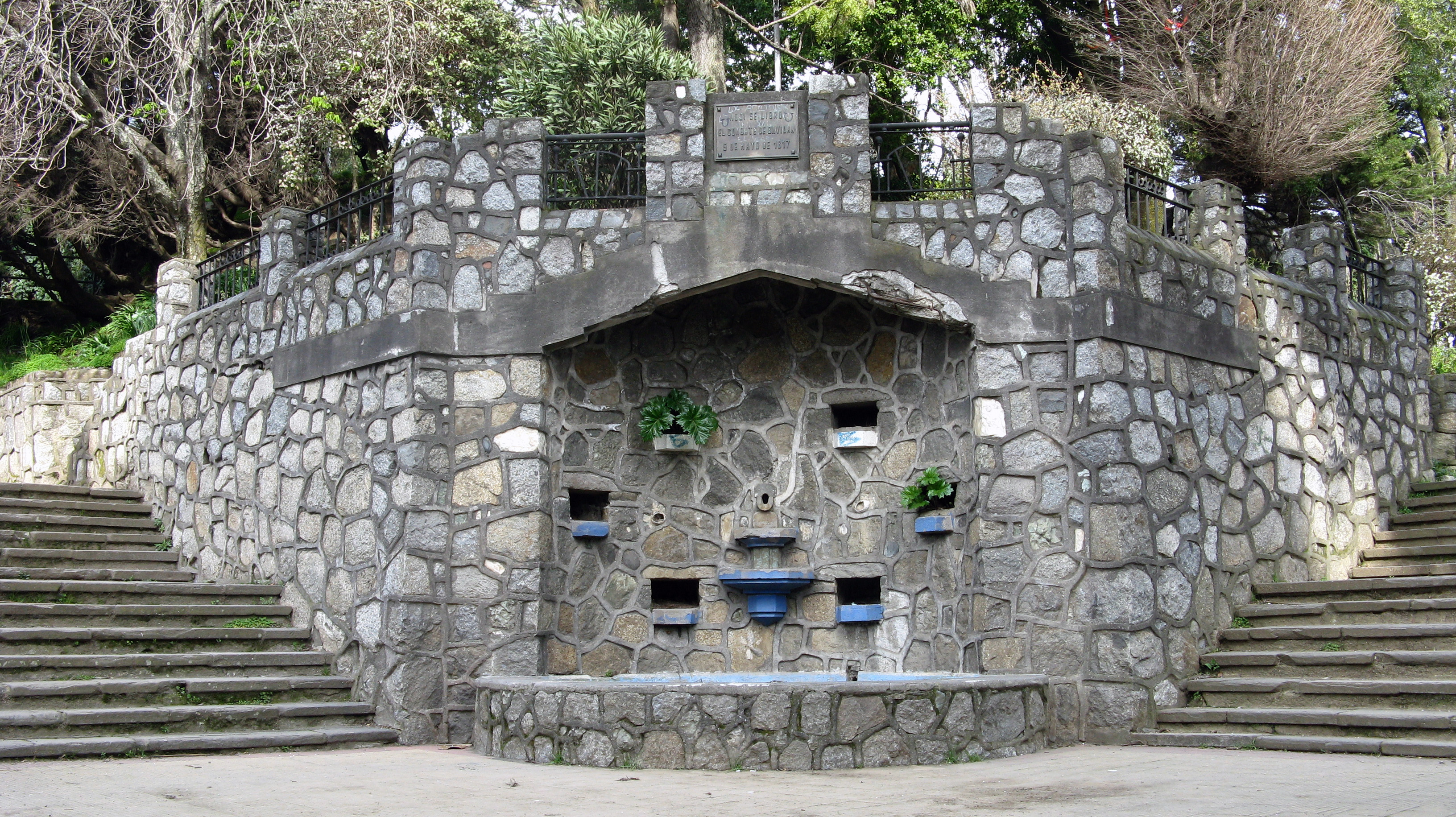
Entrada del Cerro Amarillo.

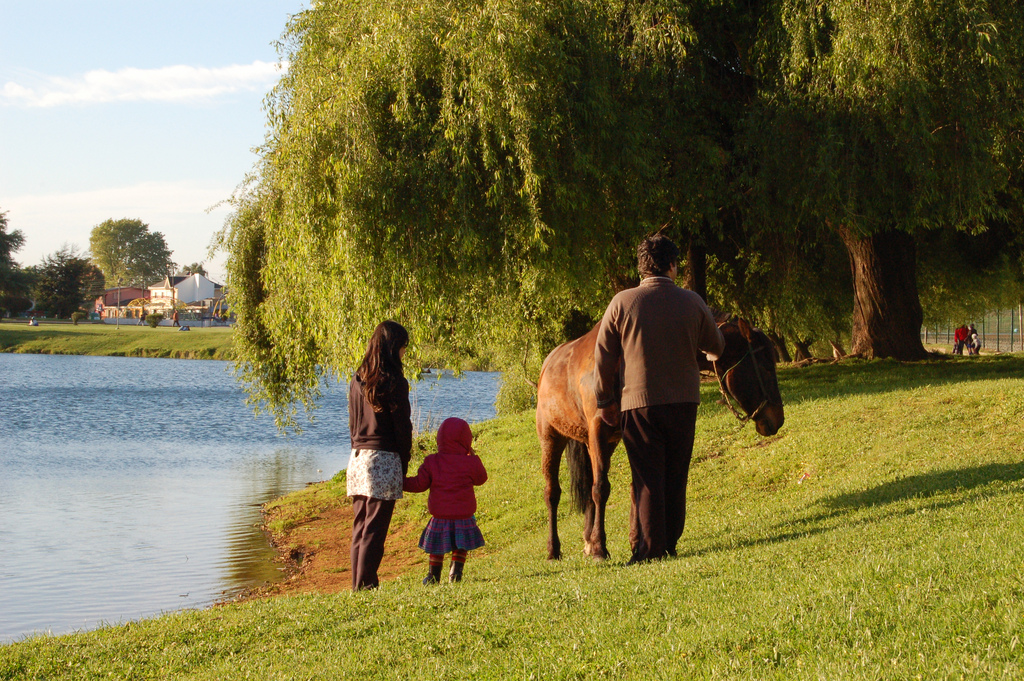
La Laguna Redonda.

El principal pulmón de la capital provincial es el Parque Ecuador, que posee más de un kilómetro de longitud. Se trata de un parque frecuentado principalmente por familias y colegiales penquistas, que alberga juegos para niños, multicanchas, esculturas, zonas de descanso y una vasta flora. Aquí se encuentran también la Galería de la Historia de Concepción, la sede del Club de Leones de la ciudad, la compañía de bomberos Alemana y el Club de tenis de Concepción. En el Parque Ecuador se suelen realizar actividades culturales como obras de teatro, conciertos musicales y exposiciones al aire libre. Durante las Fiestas Patrias se suelen realizar peñas folclóricas, y anualmente se realiza en verano la Feria Internacional de Arte Popular, de entrada liberada y la más grande de Chile en su tipo.
El Parque Ecuador se ubica en las faldas del Cerro Caracol, el cual presenta una vegetación nativa mezclada con eucaliptos, pinos y aromos australianos. Este cerro presenta rutas para practicar el senderismo y el ciclismo. Con una altura máxima de 250 m s. n. m., permite atractivas vistas panorámicas de la ciudad. En una de sus cimas se ubican además las ruinas del Mirador Alemán, la única Torre Bismarck que se construyó en toda América, y de la cual sólo se conserva el primero de sus dos niveles originales.
Otro cerro importante en la ciudad es el Cerro Amarillo, ubicado junto a la intersección de las calles Rozas y Rengo, sobre el cual se llevó a cabo en 1817 la Batalla del Cerro Gavilán. Este cerro de pequeña altura actualmente cuenta con escaleras y edificaciones de piedra. En su cima se encuentran araucarias araucanas, una especie arbórea autóctona que se encuentran amenazada, y desde allí se puede ver el cerro Chepe, denominado así pues albergaba el Fuerte de Chepe y sobre el cual se emplaza el Cementerio General de Concepción.
La comuna cuenta con diversos atractivos hidrográficos. Desde el Barrio Cívico se puede acceder a vistas del río Biobío, el cual conecta Concepción con la comuna de San Pedro de la Paz a través del Puente Llacolén, el Puente Viejo y el Puente ferroviario Biobío. Adicionalmente, camino a Hualpén se encuentra la Laguna Redonda, llamada así por su forma, y que alberga juegos infantiles y zonas de descanso. Las lagunas restantes de la comuna son las lagunas Las Tres Pascualas, Lo Custodio, Lo Galindo y Lo Méndez.

### Atractivos culturales
Entre los museos de la comuna pueden destacarse la Casa del Arte, la Galería de la Historia de Concepción y el Museo de Historia Natural de Concepción. La ciudad también cuenta con algunos murales de gran calidad artística.

### Ocio y vida nocturna
- Barrio Estación junto a Plaza España: Es uno de los centros del ambiente nocturno de Concepción. Ubicado en Avenida Prat, este barrio cuenta con bares, pubs y discotecas. Junto enfrente suyo se encuentra el Barrio Cívico de Concepción, que incluye la Intendencia de la Región del Bío Bío que antiguamente fue la Estación de Ferrocarriles del Estado. En su hall principal existe un mural, pintado por Gregorio de la Fuente (1910 - 1999), que muestra las diferentes etapas de la Historia de Concepción.
- Plaza Perú

### Centro de la ciudad
- La Plaza de la Independencia y la Catedral de la Santísima Concepción.
- Galerías comerciales de Concepción, Bulevar Diego Barros Arana y Paseo Peatonal Alonso de Ercilla y Zúñiga.
- Vega Monumental: Ubicado en el sector Lorenzo Arenas de Concepción, la Vega Monumental cuenta con numerosos locales con venta de productos alimenticios, artesanía, florería, etc., al final de este recinto se ubica el terminal de buses rurales.
- Palacio de Los Tribunales en Plaza René Schneider: Se ubica frente a la Plaza Tribunales, en la diagonal Pedro Aguirre Cerda. Fue construido en el año 1949 por el arquitecto Orlando Torrealba. El edificio pertenece a la arquitectura del primer modernismo en la ciudad. El Edificio es de hormigón y se encuentra aislado a modo de escultura urbana.
- El Mercado Central.
- La Antigua Estación Central de la ciudad, que está siendo remodelada para transformarse en el núcleo del nuevo Barrio Cívico de Concepción.
- Otros hitos urbanísticos: Palacio Hirmas, Casa Esquerre, Edificio Tribunales (también conocido como Edificio Tucapel).

## Lota

### Parque de Lota
Este parque fue delineado entre los años 1862 y 1873 ocupando un área de 14 hectáreas, fue diseñado por el paisajista inglés Mr. Bartlet, con árboles, jardines, estatuas y piletas. Un faro señaliza la costa y algunas aves circulan por el parque. Este parque al igual que el museo cuenta con un servicio de guías especializados que invitan a recorrer el lugar y conocer su historia. Los guías se visten a la usanza del siglo XIX y rememoran el entorno de Doña Isidora Goyenechea y de Don Luis Cousiño.

### Chiflón del Diablo
Visita guiada a uno mina de carbón que da cuenta de la época en la que Lota era un polo de extracción carbonífera.

### Museo interactivo Big Bang
Es un museo de ciencias y tecnología donde el visitante puede interactuar con los elementos presentes. Muestra modelos y juegos de las leyes fundamentales de la física, fenómenos de electricidad y magnetismo, y experimentos con energía calórica.

## Talcahuano
En la ciudad de Talcahuano y sus alrededores, las principales atracciones turísticas y comerciales son:
- El Monitor Huáscar
- Aeropuerto Internacional Carriel Sur
- Remolcador RAM Poderoso
- Bentotecas (Sector pesquero)
- Plazoleta Maria Isabel
- Parque Tumbes
- Terminal pesquero (punto de venta de mariscos)
- Costanera Ventana al Mar
- Terminal de Buses (sector Mercado)
- Mercado Central de Talcahuano
- Mirador del Cerro David Fuentes (sector Plaza de Armas)
- Casino Marina del Sol
- Estadio El Morro de Talcahuano (Naval)
- Estadio Las Higueras (Club Deportivo Huachipato)
- Caleta Manzano
- Caletas: Candelaria, Cantera y Puerto Inglés

### Isla Quiriquina
Se ubica en la entrada de la bahía de Concepción, 11 km al norte de Talcahuano. El viaje de Talcahuano a la isla toma 40 minutos en bote. La isla mide aproximadamente cuatro kilómetros de largo, por 500 m de ancho.En ella está la Escuela de Grumetes 'Alejandro Navarrete Cisterna', donde recibe formación la gente de mar de la Armada de Chile.

### Barrio Industrial
En este lugar observará enormes pilas de carbón, los altos hornos y galpones que pertenecen a la Siderúrgica de Huachipato. En el mismo lugar existe una cadena de industrias básicas, madereras y petroquímicas.

### Base Naval Talcahuano
En un paseo guiado por marinos se recorren estas instalaciones, partiendo por la plaza de los Héroes y el hermoso edificio sede de la Comandancia en Jefe de la II Zona Naval, conocido como El Vaticano. Destacan su fachada principal, el porche metálico y la balaustrada, todos agregados al edificio en 1912. El tour sigue por el Apostadero Naval, el área residencial, el molo, el astillero de Asmar y llega al Club de Yates, en la marina El Manzano.
Los fines de semana, entre las 14:30 y las 17:00 horas, salen dos carros para 20 personas desde la Puerta de Los Leones. La duración del paseo es de 50 minutos. Los menores de 15 años no pagan entrada.

### Caleta de Tumbes
Se ubica en el extremo norte de la península del mismo nombre. Es uno de los sitios de pesca artesanal modelo en el país y está abierto al visitante. Aquí residen más de 300 familias que constituyen una población de cerca de 2 mil personas. En sus cercanías se encuentran las pequeñas caletas de Canteras, Candelaria y Puerto Inglés. Este lugar se hizo popularmente conocido después de que en este lugar se filmara la telenovela "Santo Ladrón" de TVN

### Coliseo Monumental La Tortuga
Es el mayor gimnasio techado de la región y uno de los más grandes de Chile. Tiene capacidad para 10 mil personas y es símbolo de Talcahuano.

### El Morro
Bernardo O’Higgins ordenó sitiar a Talcahuano, donde se habían refugiado las fuerzas realistas, para impedirles su avance al centro del país. El 6 de diciembre de 1817, los patriotas comandados por el coronel Las Heras y el coronel Freire, lograron tomarse ‘El Morro’, mas no así la Plaza de Talcahuano, que estaba muy bien fortificada en la península de Tumbes y defendida desde la bahía por naves españolas. El asalto a Talcahuano terminó en un lamentable desastre para las fuerzas patriotas.

### Puerto de San Vicente
En este lugar desembarcó la expedición española, al mando del brigadier Mariano Osorio, el 10 de enero de 1818, en lo que fuera el último intento de España por conquistar Chile. Anteriormente, el 26 de marzo de 1813, también lo había hecho el brigadier español Antonio Pareja, al mando de la expedición que inició la Reconquista tomándose Talcahuano, logrando luego la capitulación de Concepción para continuar hacia Chillán.

## Hualpén
En la comuna de Hualpén se encuentran entre sus principales atracciones:
- Parque Pedro del Río Zañartu y Museo Hualpen
- Club Hípico de Concepción
- Centro de eventos Sur Activo
- Cerro Amarillo (ubicado en Hualpencillo)
- Panorámica de la refinería ENAP (de noche)
- Península de Hualpen (Santuario de la naturaleza)
- Plazoleta del ex mercado (sector Carabineros)
- Plaza del sector Liceo Pedro del Río Zañartu
- Centro Comercial Supermercado Unimarc
- Virgen del Colegio Sagrados Corazones
- Casa Ciudadana Hualpen (oficinas de trabajo social)
- Plazoleta Avenida Colon - Sector Villa Acero
- Estadio Municipal Las Golondrinas

### Desembocadura del Río Bio Bio
Zona en donde desemboca el río más ancho de Chile, algo semejanza entre la unión de un río enorme y el mar. Se ubica dentro de la comuna de Hualpén, aunque el otro lado del Río es San Pedro de la Paz accesible desde Caleta Alto del Rey en Boca Sur Viejo. Presencia de interesante flora y fauna. Perteneciente al Parque Pedro del Río Zañartu, a unos pocos kilómetros después del museo.

### Playa Ramuntcho
Se ubica a 17 km del sector céntrico de Hualpén por un hermoso camino, es pequeña y abrigada lo que la hace apta para la natación y atrayente para los aficionados a la fotografía.

### Caleta Lenga
Se ubica a 7 km de Hualpencillo. Es una caleta de pescadores artesanales que constituye un asentamiento humano rural en el borde costero de la Bahía de San Vicente. Puede visitar el lugar por su gastronomía especialmente dedicada a la elaboración de productos frescos del mar.

### Rocoto
Es una pequeña playa contigua a la desembocadura. Está a los pies de un alcantilado desde el cual se domina todo el golfo de Arauco. Apta para el pícnic.

## San Pedro de la Paz
En San Pedro de la Paz las principales atracciones turísticas son:
- Anfiteatro Municipal (Sector Laguna Grande)

### Laguna Chica de San Pedro
Laguna alargada y cercada por cerros boscosos. Cuenta con un balneario municipal, clubes náuticos y el club Llacolén, donde se practica remo y otros deportes náuticos.
Coloque los Valores de la Entradas.

### Laguna Grande de San Pedro
Laguna alargada y cercada por cerros boscosos. cuenta con muelles, clubes náuticos, el parque Laguna Grande y el Anfiteatro de San Pedro de la Paz.
Geografía
En el costado este, la laguna está rodeada por un cordón montañoso de baja altitud, que no logra sobrepasar los 350 metros de altura, y que se caracteriza por la presencia de plantaciones forestales, principalmente de pinos y eucaliptos. En los cerros del lado norte, en cambio, se ha llevado a cabo en los últimos años un importante proyecto de desarrollo urbano e inmobiliario, el cual se complementa con el realizado en la década de 1960 en el plano, donde se encuentra la Villa San Pedro.
Fauna
En la laguna se pueden encontrar algunas variedades de peces y muchos cisnes, además de algunas garzas y coipos , siendo este último un roedor similar al castor, natural de la zona.
Laguna Chica de San Pedro
Laguna alargada y cercada por cerros boscosos. Cuenta con un balneario municipal, clubes náuticos y el club Llacolén, donde se practica remo y otros deportes náuticos.

### Santuario de Nuestra Señora de La Candelaria
Es una moderna iglesia con terraza y hermosa vista de las luces de la ciudad, reflejadas en el río al atardecer. La parroquia guarda la imagen de la Virgen de La Candelaria, donada en 1603 por el gobernador Alonso de Ribera al entonces recién fundado Fuerte de San Pedro de la Paz. Se le venera con gran culto y una fiesta popular el 2 de febrero de cada año (visitas todo el año de L a D de 9 a 21 h).

## Chiguayante
El perfil demográfico y geográfico de esta comuna de la intercomuna le brinda un perfil de lugar residencial o como se conoce en esta zona "ciudad dormitorio", pues ante una gran cantidad de poblaciones, villas, condominios y parques residenciales se suman además las avenidas ocupadas por taxibuses, la línea de ferrocarril (donde se nota la presencia del Bio-tren), la estación, un mediano comercio, parques urbanos, plazoletas, barrios agradables, etc. Pero a nivel regional hay un lugar atractivo y es el Museo Stom.

### Museo Stom
Este museo alberga valiosas colecciones y objetos de valor histórico. Está ubicado en la calle Progreso, en el sector Manquimávida.

## Penco
Es importante señalar que dentro de esta comuna se dividen dos localidades, pero al mismo tiempo forman una conurbación, son Penco y Lirquén.

### Penco
En esta localidad se ubican atracciones turísticas de carácter litoral y campesina, entre las que podemos mencionar Playa de Penco, Playa Negra, Caleta La Cata, Plaza los conquistadores (Plaza de armas), Fuerte la Planchada (MN), El Cerro Corhabit (Los Pinos), El Tranque de Fundo Coihueco, El Rancho de Gatíca, El Litoral Cerro Verde Bajo, sin dejar de lado los restaurantes.
- Playa de Penco

La playa más concurrida de esta comúna e icono turístico de la localidad, incluso una de las más visitadas de la región. Extenso territorio, restaurantes, discotecas, heladerías, panorámicas, salvavidas, transporte público, ambiente tranquilo.
- Playa Negra

Perteneciente a la Playa de Penco pero hacia el Sur, cercana a la desembocadura del Río Andalién.
- Caleta El Refugio

Lugar de venta de mariscos, caleta de pescadores no apta para el baño, hermoso litoral cercano al puerto de Lirquén.
- Plaza los conquistadores

- Fuerte la Planchada (MN)

Monumento nacional, histórico hallazgo del Concepción colonial asentado en esta localidad aunque modificada, lugar donde se realizan eventos musicales y artísticos, cañones, hermosa panorámica a la playa.
- Cerro Corhabit
- El Tranque. Fundo Coihueco
- El Rancho de Gatica
- El Litoral Cerro Verde Bajo
- Semana Pencona

### Lirquén
Su nombre significa ‘barra’. Surgió como un asentamiento en torno a un antiguo yacimiento carbonífero que funcionó hasta la segunda mitad de la década del 50. Con el tiempo, se fue perfilando como una caleta de pescadores, carácter que conserva hasta hoy. En 1913 se inauguró el ferrocarril por la costa y posteriormente, se instaló la Fábrica de Vidrios Planos y la Compañía de Muelles con un puerto privado. Hoy este lugar es el principal puerto de embarque de madera en el sur de Chile.
- Barrio Chino

Ubicado en Lirquén (comuna de Penco), el Barrio Chino es un conjunto de callejuelas con ventanas que exhiben productos del mar. Cuenta con pintorescas marisquerías y es considerado un verdadero centro gastronómico.
- Puerto Lirquén

Recinto portuario para exportación de productos forestales. Uno de los cuatro puertos de la región.
- Playa Lirquén

Playa ubicada a pasos del Barrio Chino y del puerto de dicha localidad, concurre gran cantidad de veraneantes en el verano, panorámica, cercana al transporte público, grato ambiente, caleta de pescadores y desembocadura de estero.
- Playa La Cata

A pasos de Playa Lirquén en la parte semirrural por el litoral, lugares de baño en medio de rocas, ambiente relajado y bastante agradable, se accede por la abandonada línea de ferrocarriles a Tomé.
- Otros lugares de interés en Lirquén

Se pueden apreciar lugares dentro del mismo sector céntrico de dicha localidad que además se caracteriza por un considerable movimiento comercial y urbano sea en días de semana, o fines de semana recibiendo visitantes. Podemos mencionar Parroquia La Purísima, Mirador de Lirquén, Plazoleta Población Gabriela Mistral, El Mercado, etc.

## Tomé
En Tomé y sus alrededores las principales atracciones comerciales y turísticas son:

### Punta de Parra
Es una exclusiva playa ubicada en la comuna de Tomé que combina el verdor del campo con las arenas blancas. Se encuentra apta para el baño y la práctica de deportes náuticos. Cuenta con restaurantes, cabañas, juegos infantiles, senderos por el bosque y zonas de pícnic.

### Playas enTomé(sector urbano)
Tomé es una comuna bastante conocida por la cantidad de playas en todo su litoral. En el sector urbano se ubican Playa Bellavista, Playa Estación, Balneario El Morro, Coliumo y Cocholgüe. Sin embargo, Playa El Morro es la más cercana a la misma plaza de armas de la comuna, pero además una de las más visitadas como balneario de calidad, visitada desde prácticamente la fundación de la ciudad. Mientras Cocholgue se ubica a la periferia pero es de oleaje fuerte, no obstante a la otra periferia se ubica Bellavista y es de oleaje suave, también con gran cantidad de veraneantes y puntos de interés.

### Semana tomecina
Carnaval veraniego de la comuna, celebrada a finales de enero en cada año. Dentro del marco de Semana Tomecina se realizan también en esa misma fecha la Semana Dichatina en Dichato, la Semana Rafaelina en Rafael y la Semana Tomealtina en la periferia de Tomé, denominado Tomé Alto. (También organizados por su municipio). Han pasado a esta comuna artistas y músicos de destacado reconocimiento nacional e internacional.

### Dichato
Balneario que, en lengua mapuche, significa ‘cuerpos desnudos’, se encuentra ubicado a 37 km al norte de Concepción y a tan solo 9 de Tomé; recibe en cada temporada a miles de turistas. Su playa de 2.400 m de extensión y de suaves oleajes la hace apta para los deportes náuticos. Posee excelente equipamiento hotelero y restaurantes de alto nivel.

### Pingueral
Es un complejo turístico inmobiliario y residencial ubicado a 2 km de Dichato al cual se accede por un desvío. Es uno de los más grandes de Chile con moderna urbanización, rodeado de bosques, se sitúa junto a un río que forma una laguna en su desembocadura y una playa de arena blanca apta para deportes náuticos.
Además cuenta con un restaurante, cabañas y departamentos, canchas de fútbol, tenis, paddle, básquetbol y voleibol, juegos infantiles, toboganes acuáticos y seis piscinas en la playa. La playa es de acceso público junto con el restaurante, no así las piscinas o las instalaciones deportivas (canchas de tenis, fútbol, paddle, básquetball y voleibol).

### Otras localidades litorales deTomé
COLIUMO
Coliumo es una pequeña península chilena, que cierra por el oeste la Bahía de Coliumo, en la Región del Biobío. Está ubicada a 10 kilómetros de Tomé y a 39 km de Concepción
Coliumo está dividida en tres sectores separados por accidentes geográficos: Las Vegas de Coliumo, Caleta del Medio y Los Morros
Varias playas se encuentran en su entorno, entre ellas:
Los Morros: Extensa playa de finas arenas y rica en algas glaciliarias en algunos tramos. Junto a un cerro que sobrepasa la superficie del mar, es posible bordearlo en sobrecogedoras caminatas y un atractivo especial le otorga la caleta de pescadores artesanales, quienes muestran su trabajo y ofrecen los productos del mar a los visitantes.
Necochea: A 18 kilómetros de la ciudad de Tome se encuentra una pequeña playa, ubicada en el sector norte de Coliumo, rodeada por casas de veraneo y hermosos jardines.
Playa Blanca
En un litoral de aproximadamente 35 km se ubican localidades como  Playa Blanca, Los Morros, Puda, Burca, Merquiche y Purema. Esta última se ubica cerca del límite con Coelemu. A muchas de estas localidades es complejo su transporte público, se viaja de preferencia en vehículo particular.

### Localidades rurales enTomé
En esta comuna existe una considerable cantidad de localidades rurales, características por su actividad forestal, éstas son Rafael (como la más conocida y poblada), San Carlitos, Coroney, Pissis y Menque. Se aprecian actividades tradicionales, de folclore, juegos tradicionales, además de balnearios en ríos y esteros de dichas localidades. Comercio y transporte público tanto para Tomé como para Concepción.

## Hualqui
Hualqui cuenta con interesantes novedades para disfrutar del turismo en la intercomuna, aún si es la comuna con la menor población, y un destacado perfil campesino. Con locomoción colectiva a la comuna pero solo para su zona céntrica.

### Fiestas tradicionales
Durante todo el año, podrá participr en distintas actividades propias de la zona tales como rodeos y carreras a la chilena, una romería a la Virgen de la Piedra, competencias de canotaje en el Río Bío Bío y en el verano disfrutar de la Fiesta de la Manzana.

### El mirador (fuerte de Hualqui)
Fuerte ubicado a pasos del centro de la localidad, consiste en un mirador con panorámica al Río Bio Bio y el camino de Santa Juana - Cordillera de Nahuelbuta, es conocido como el mirador pero es una fortificación construida cuando se fundó la localidad. Se ubican dos torres panorámicos, conformado por una plazoleta. Ubicado en la esquina de Irarrázabal con Condell.

### Piscinas
Recintos privados pero de alta concurrencia de turistas y público en general. Ideales para refrescarse en medio del microclima predominante en dicha localidad.

### Fiesta de la manzana
Festival veraniego que se realiza en esta comuna con deportes, música y baile. Ya de perfil lugareño.

### Quilacoya
Localidad ubicada en la zona rural de la comuna. Estación de ferrocarriles y panorámica del Río Bio Bio.

### Talcamávida
Localidad tradicional también en la zona rural de la comuna. Estación de ferrocarriles, parcelas, fundos y todo tipo de actividades folclóricas en general.

## Coronel

### Playa Blanca
Ubicado al sur de la comuna de Coronel, es uno de los balnearios más visitados de la región, tanto por la propia playa como por sus discoteques.

### Parque Jorge Alessandri
Área verde de acceso gratuito que cuenta con una gran biodiversidad. Dentro de él se pueden encontrar tanto plantas como animales autóctonos. Además cuenta con un bosque nativo del tipo valdiviano fuera de los límites del parque al cual se accede mediante tours que se realizan semanalmente; durante el trayecto al bosque se realizan dos paradas en miradores, desde el primero se puede observar desde el golfo de Arauco hasta la isla Quiriquina y del segundo las comunas que se asientan junto al río Biobio y parte de la cordillera de los Andes.

### Cicat
Es un museo ubicado al norte de la zona urbana, en terrenos del parque industrial, dentro de él los visitantes pueden presenciar y ser parte de exposiciones de arte y tecnología.

## Otras localidades
A la ribera del Río Bio Bio se pueden nombrar varios lugares como Unihue, Gomero y Buenuraqui. Accesibles por transporte ferroviario. También se pueden apreciar caminos rurales a las comunas vecinas de Yumbel, Florida y San Rosendo, ambiente agradable.